# L'Avocat du diable (film, 1977)
Pour les articles homonymes, voir L'Avocat du diable.
Pour plus de détails, voir Fiche technique et Distribution.
L'Avocat du diable (Des Teufels Advokat) est un film ouest-allemand réalisé par Guy Green et sorti en 1977.
Le film est scénarisé par Morris West qui adapte son propre roman, L'Avocat du diable (The Devil's Advocate), paru en 1959.

## Synopsis
Blaise Meredith vient voir son médecin après avoir fait une radiographie, le verdict est qui ne vivra pas plus de trois mois. Meredith se rend à Rome à la congrégation des rites, le cardinal lui transmet un dernier dossier en lui demandant d'être avocat du diable, c'est-à-dire d'enquêter sur place dans un village où un homme a vécu et a été tué en juin 1944. La population locale vénère sa tombe. L'enquêteur vient rencontrer les personnes que Giacomo Nerone a connu.

## Fiche technique
- Titre français : L'Avocat du diable[1]
- Titre original allemand : Des Teufels Advokat[2]
- Réalisation : Guy Green
- Scénario : Morris West d'après son roman L'Avocat du diable (The Devil's Advocate) paru en 1959.
- Photographie : Billy Williams
- Montage : Stefan Arnsten
- Musique : Bert Grund (de)
- Production : Helmut Jedele (de), Lutz Hengst (de)
- Société de production : NF Geria 1 Film GmbH (Munich), Bavaria Atelier GmbH[2]
- Pays de production :  Allemagne de l'Ouest
- Langue originale : anglais
- Format : Couleur - Son mono - 35 mm
- Durée : 109 minutes (1 h 39[2])
- Dates de sortie : 
  - Allemagne de l'Ouest : 27 octobre 1977 (Stuttgart)[2]
  - France : 1978[1]
- Classification :
  - Allemagne de l'Ouest : Interdit aux moins de 12 ans[2]

## Distribution
- John Mills : Monseigneur Blaise Meredith
- Stéphane Audran : Anne, comtesse di Sanctis
- Jason Miller : Dr. Aldo Meyer
- Paola Pitagora : Nina Sanduzzi
- Leigh Lawson : James Black alias Giacomo Nerone
- Timothy West : Pater Anselmo
- Patrick Mower : « Il Lupo »
- Raf Vallone : L'évêque Aurelio
- Daniel Massey : Nicholas Black
- Romolo Valli : Cardinal Marotta